# Штамбук, Слободан
Слободан Штамбук (хорв. Slobodan Štambuk, 1 марта 1941, д. Селце на о. Брач — 27 сентября 2023) — хорватский епископ, возглавляющий епархию Хвара с 1989 года.

## Биография
Родился 1 марта 1941 года в деревне Селце на острове Брач.
Окончил гимназию в Задаре, там же получил теологическое образование. 3 июля 1966 года рукоположен в священники. После рукоположения служил в различных приходах островов Брач и Хвар.
30 марта 1989 года папа Иоанн Павел II назначил Слободана Штамбука епископом Хвара после отставки по возрасту епископа Целестина Безмалиновича. Епископская хиротония состоялась 30 апреля 1989 года. Главным консекратором был архиепископ Габриэль Монтальво Игера.
Входил в состав Конференции католических епископов Хорватии, где возглавлял совет по миссионерской деятельности и входил в состав епископальной комиссии по делам Папской хорватской коллегии святого Иеронима.